# Amischotolype sphagnorrhiza
Amischotolype sphagnorrhiza är en himmelsblomsväxtart som beskrevs av Elizabeth Jill Cowley. Amischotolype sphagnorrhiza ingår i släktet Amischotolype och familjen himmelsblomsväxter. Inga underarter finns listade.